# 藍寶堅尼Urus
藍寶堅尼Urus（義大利語：Lamborghini Urus）是義大利汽車製造商藍寶堅尼所生產的一款高性能豪华运动休旅车，與同集團的奥迪Q8共用底盤。於2017年12月4日面世，2018年生产至今。Urus为原牛之意。
Urus基于大众集团的MLB Evo平台打造，与其他大众集团的豪华SUV共享许多部件，例如奥迪Q7、宾利添越、保时捷卡宴和大众途锐。Urus SE的最高时速为312公里（194英里/小时），是全球最快的量产SUV。
Urus基于Volkswagen Group MLB platform平台打造，与其他大众集团的豪华SUV共享许多部件，例如奥迪Q7、宾利添越、保时捷卡宴和大众途锐。Urus SE的最高时速为312公里（194英里/小时），是世界上速度最快的量产SUV。

## 概念車

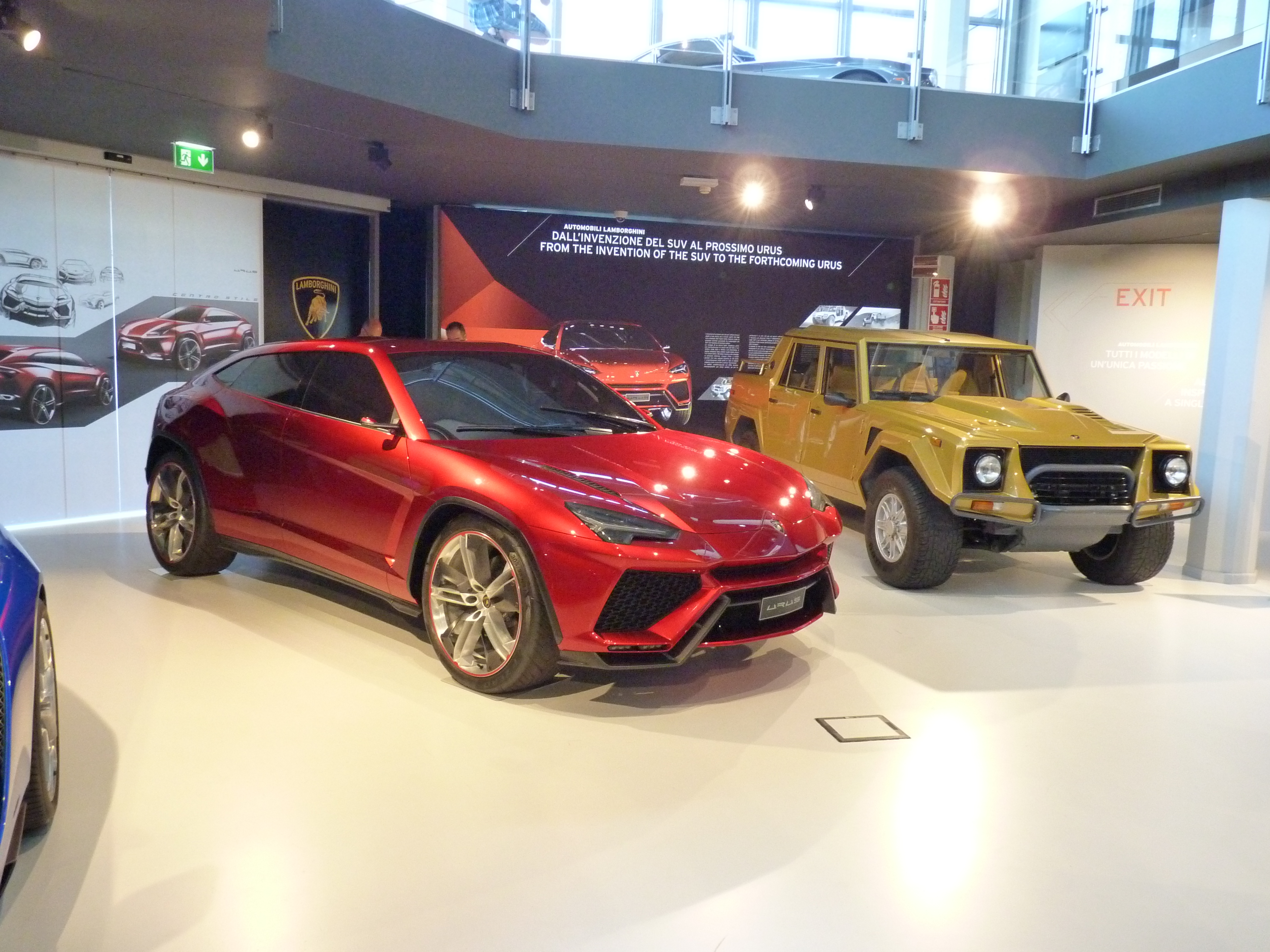
左为Urus概念车，右为兰博基尼LM002

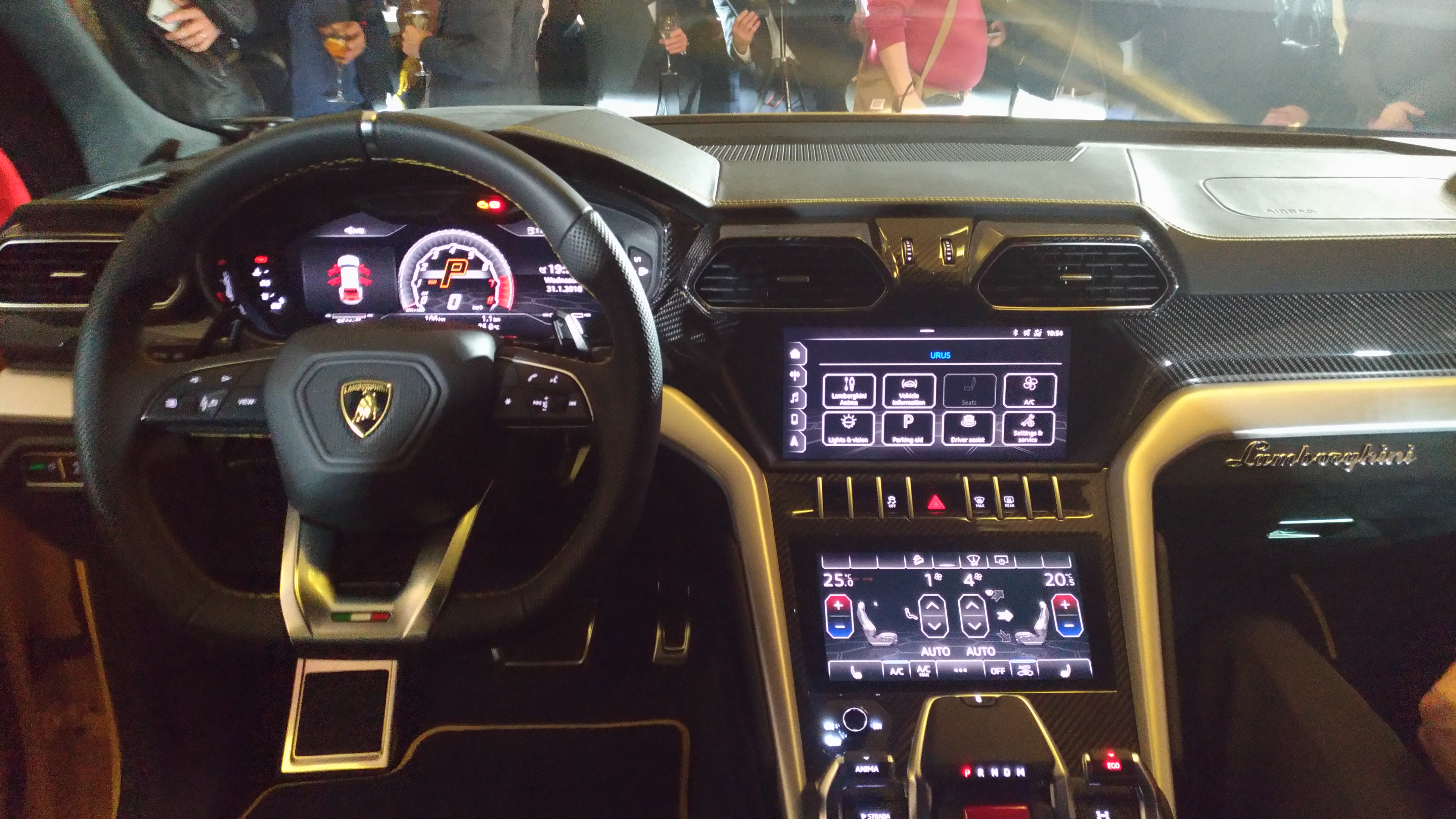
內裝

2012年4月23日，藍寶堅尼Urus的概念車在2012年北京车展上首度亮相。后于同年的圓石灘車展亮相。
Urus概念車搭載5.2升自然吸气V10引擎，最大動力輸出達600匹马力，为前置引擎，四轮驱动的布局。據報導，Urus擁有與其兄弟车型（奥迪Q7/大众途锐）更低的碳排放量，Urus的定位更趨於日常駕駛，其外觀則承襲了旗艦車型Aventador的鋒利線條設計。

## 動力系統

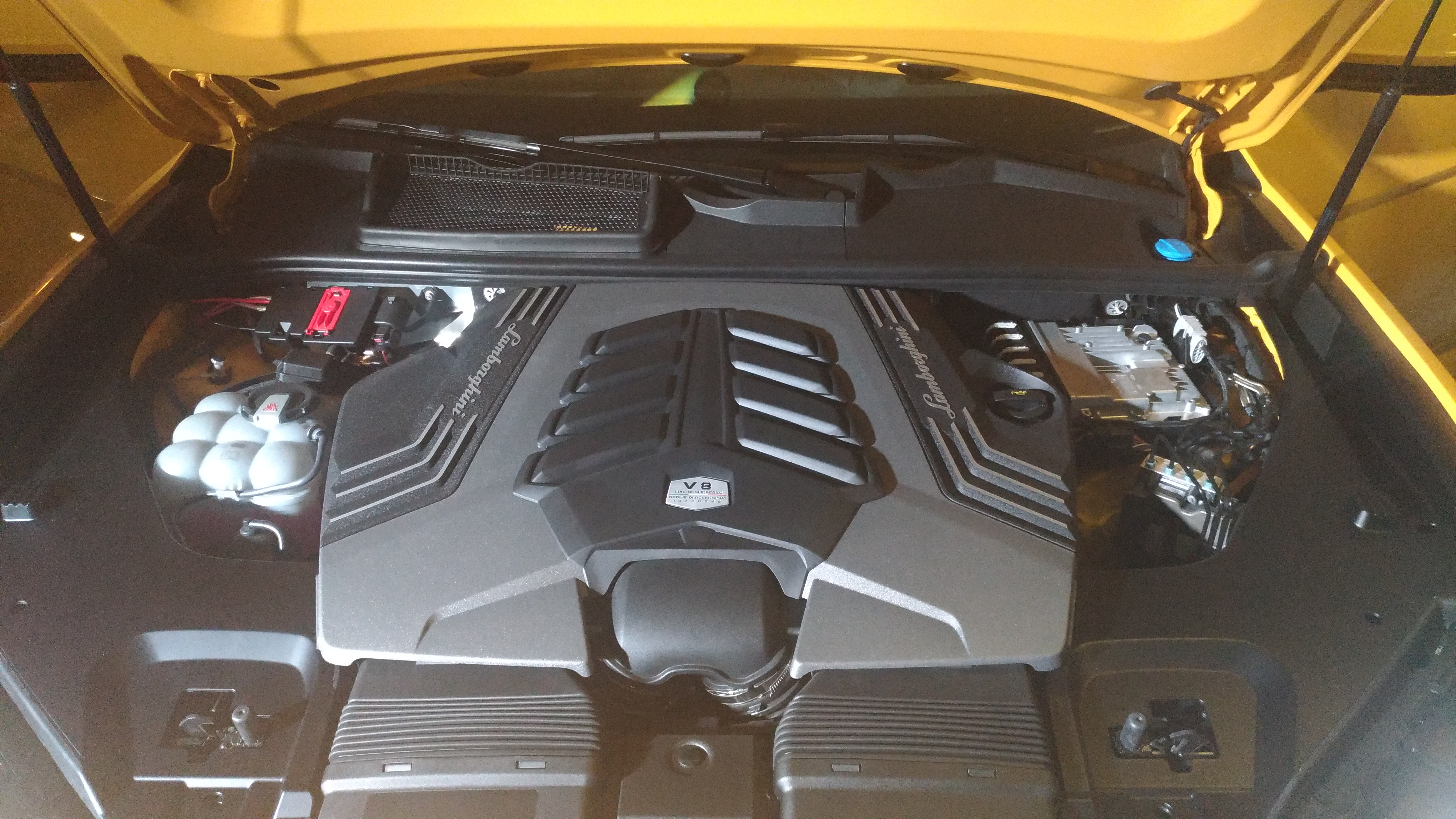
4.0升雙渦輪V8發動機

2017年量产版的藍寶堅尼Urus並未搭載該廠著名的自然進氣V10/V12引擎，而是搭载了4.0升双涡轮增压V8引擎，最大馬力達641匹，成為藍寶堅尼史上第一款採用渦輪增壓引擎的量產車，搭载由ZF提供的8速自排变速箱，藍寶堅尼稱這具4.0升引擎僅供藍寶堅尼獨家使用。

## 生產製造

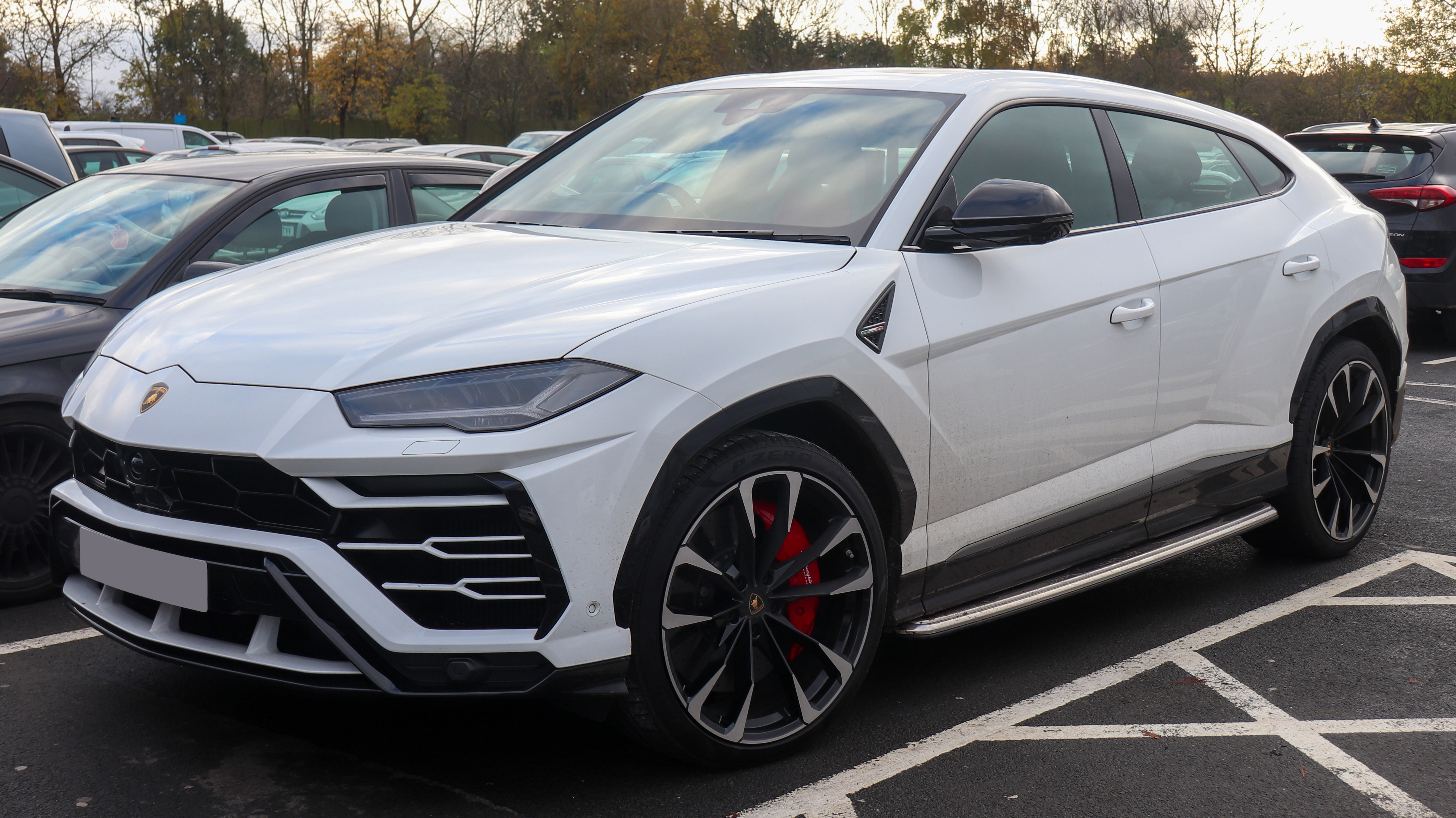
藍寶堅尼Urus

2017年12月4日，這款車在聖阿加塔-博洛涅塞的兰博基尼總部正式發布，成為該品牌繼LM002後的首款SUV。藍寶堅尼計畫於2018年2月開始量產，預估首年產量達1000台，而至2019年將每年產3500台。为此，藍寶堅尼同步擴建其位在聖阿加塔-博洛涅塞的生產基地。